# Abu Kabir

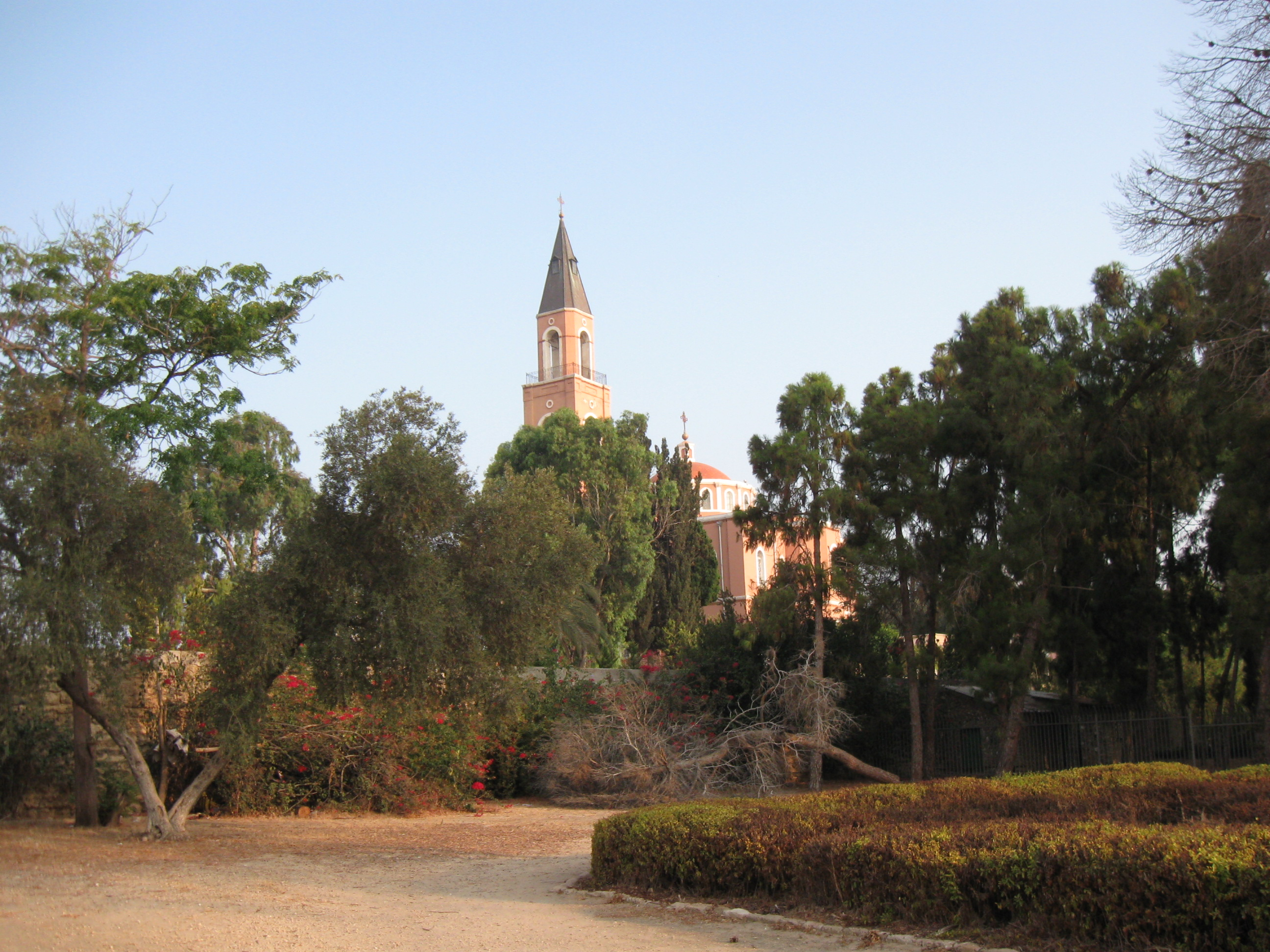
Jardines en Abu Kabir

Abu Kabir (en árabe : أبو كبير ) fue una aldea satélite de Jaffa fundada por egipcios tras la derrota de Ibrahim Pasha en 1832 de las fuerzas turcas en la era otomana Palestina. Durante la guerra de Palestina de 1948, fue abandonada en su mayoría y luego destruida. Después del establecimiento de Israel en 1948, el área se convirtió en parte del sur de Tel Aviv. Oficialmente llamado Giv'at Herzl (en hebreo : גבעת הרצל , lit. La colina de Herzl),  el nombre de un barrio judío adyacente, el nombre Abu Kabir (hebreo : אבו כביר) continuó usándose. Parte o la totalidad de Abu Kabir pasó a llamarse oficialmente Tabitha por el municipio de Tel Aviv en 2011.

## Historia

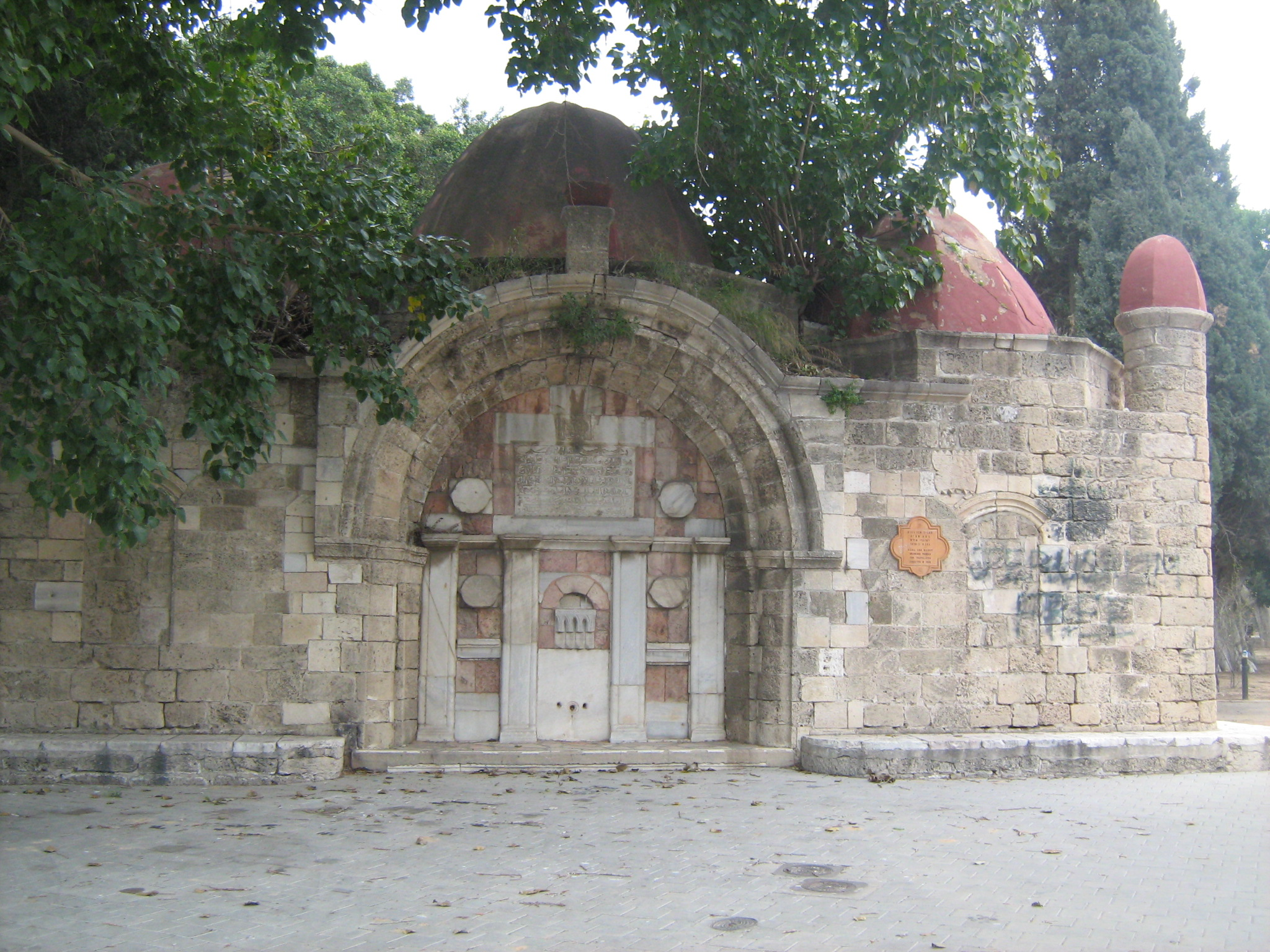
Sabil Abu Nabbut

### Gobierno egipcio
Las tropas egipcias de Ibrahim Pasha capturaron la ciudad de Jaffa y sus alrededores después de una batalla con las fuerzas del Imperio Otomano en 1832. Aunque el dominio egipcio sobre esta área continuó solo hasta 1840, los musulmanes egipcios se establecieron en Jaffa y sus alrededores, fundando la aldea de Sakhanat Abu Kabir , junto con Sakhanat al-Muzariyya , entre otros.  Un suburbio oriental de Jaffa, muchos de los egipcios que lo poblaron provenían de la aldea de Tall al Kabir (o Tel Abu Kabir), y lo nombraron por su ciudad natal. 

### Periodo otomano
Una lista de aldeas otomanas de aproximadamente 1870 describió a Saknet Abu Kebir como un "campamento beduino", con 136 casas y una población de 440, aunque el recuento de la población incluía solo hombres. 
En The Survey of Western Palestine (1881), su nombre se registra como Sâknet Abu Kebîr y se traduce como "El asentamiento de Abu Kebir pn; (gran padre)".  Charles Simon Clermont-Ganneau , el arqueólogo francés, visitó en 1873-1874, buscando el sitio del antiguo cementerio judío de Joppa (Jaffa). Describe a "Saknet Abu K'bir" como una aldea y relata caminar a través de los "extensos jardines que se cierran en Jaffa por todos lados" para alcanzarlo.  Señala que durante las fuertes lluvias de invierno, los jardines entre Jaffa y Saknet Abu Kabir se convirtieron en un pequeño lago pantanoso conocido como al-Bassapor los lugareños. Al señalar que este nombre se usa comúnmente en toda Siria para los estanques estacionales de esta naturaleza y al recordar que la bissah de la Biblia hebrea también significa estanque, sugiere que la similitud en árabe y hebreo indica un préstamo de tradiciones lingüísticas incluso anteriores. 
Debajo de una entrada titulada La necrópolis judía de Joppa , Clermont-Ganneau relata que después de consultar con los fellahin (campesinos) locales en Abu Kabir, fue conducido "unos metros más allá" desde la aldea ", en medio de algunos mal labrados. jardines ", donde los aldeanos extraían piedra de construcción. Desnudas por sus actividades estaban "cámaras sepulcrales ahuecadas en la toba calcárea". Señala que se dijo que se encontraron tumbas similares en las tierras entre Abu Kabir hasta Mikveh Israel y el cementerio católico. Otro fellahin le contó los hallazgos entre Saknet Abu Kabir y Saknet al-'Abid, y aún otros le contaron sobre artefactos que habían recuperado de ellos. Le trajeron un artefacto que compró:con una inscripción griega de cuatro líneas y un candelabro de siete ramas (o menorá ). Clermont-Ganneau identificó esto como epigrafía funeraria heleno-judía, atribuyéndola a Ezequías , y escribe que "resolvió de una vez por todas la naturaleza del cementerio que acababa de descubrir".  En una carta publicada por el Fondo de Exploración de Palestina , expresó su esperanza de regresar señalando: "Al menos debemos encontrar dos o tres inscripciones más del mismo tipo provenientes del mismo vecindario". Al ubicar las tumbas dentro de un círculo llamado "Ardh (o Jebel) Dhabitha", observa que el área se extiende sobre "los grandes jardines fuera de Jaffa, delimitados por una pequeña aldea llamada Abou K'bir * (Abu Kebir), y por el bien de Aboa Nabbout ( Abu Nabbut ) ". 
La necrópolis judía fue saqueada principalmente a fines del siglo XIX y principios del XX. Fechar el sitio es un desafío debido a la falta de objetos encontrados in situ , pero se estima que las tumbas se usaron entre los siglos III y V d. C. La mayor parte de la necrópolis se encuentra ahora en el área del complejo de la Iglesia Ortodoxa Rusa de San Pedro. 
Según Mark LeVine , los pioneros de Biluim establecieron una comuna entre los campos de naranjos y limoneros del vecindario de Abu Kabir entre 1882 y 1884.  La casa utilizada por los miembros de la comuna ahora se encuentra en el vecindario Neve Ofer de Tel Aviv.

### Período del mandato británico

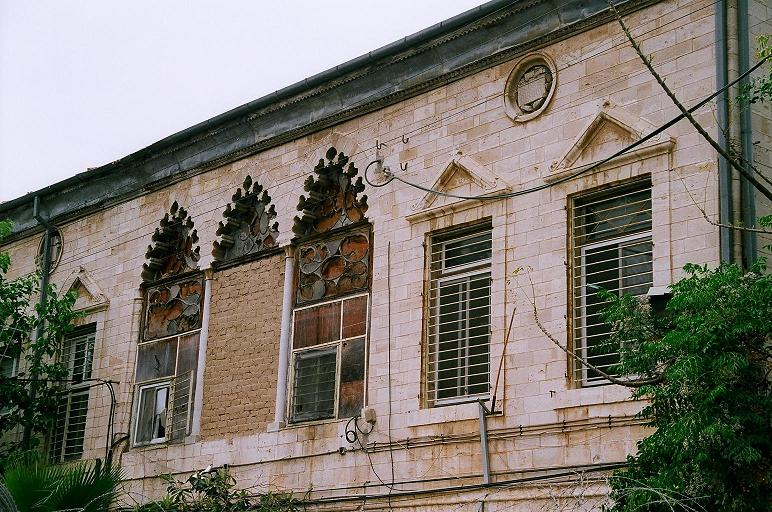
Histórica casa árabe en Abu Kabir

Durante los disturbios de Jaffa en 1921 , la violencia llegó a Abu Kabir. La familia judía Yitzker era propietaria de una granja lechera en las afueras del vecindario, en la que alquilaban habitaciones. En el momento de los disturbios, Yosef Haim Brenner , uno de los pioneros de la literatura hebrea moderna vivía en el sitio. El 2 de mayo de 1921, a pesar de las advertencias, Yitzker y Brenner se negaron a abandonar la granja y fueron asesinados, junto con el hijo adolescente de Yitzker, su yerno y otros dos inquilinos. 
A medida que Jaffa se expandió durante las décadas de 1920 y 1930, Abu Kabir se incorporó dentro de los límites municipales de Jaffa, pero retuvo gran parte de su carácter agrícola.  Consistía en una parte principal edificada que limita con el sector judío de Jaffa desde el sur, y varias pequeñas concentraciones de casas dentro de los campos de cítricos circundantes. 
A raíz de la violencia en la frontera entre Jaffa y Tel Aviv, los líderes de Tel Aviv sugirieron anexar los barrios judíos de Jaffa a Tel Aviv. Propusieron que la totalidad de Manshiyya , incluida la mezquita Hassan Bey , así como gran parte del vecindario de Abu Kabir, se transfirieran a las fronteras de la nueva ciudad y estado judíos ". 
El 23 de agosto de 1944, el cuartel del Departamento de Investigación Criminal de Inglaterra (CID) en Jaffa y las estaciones de policía en Abu Kabir y Neve Shaanan fueron allanadas por armas de fuego por Irgun . 

### Guerra de 1947-1948

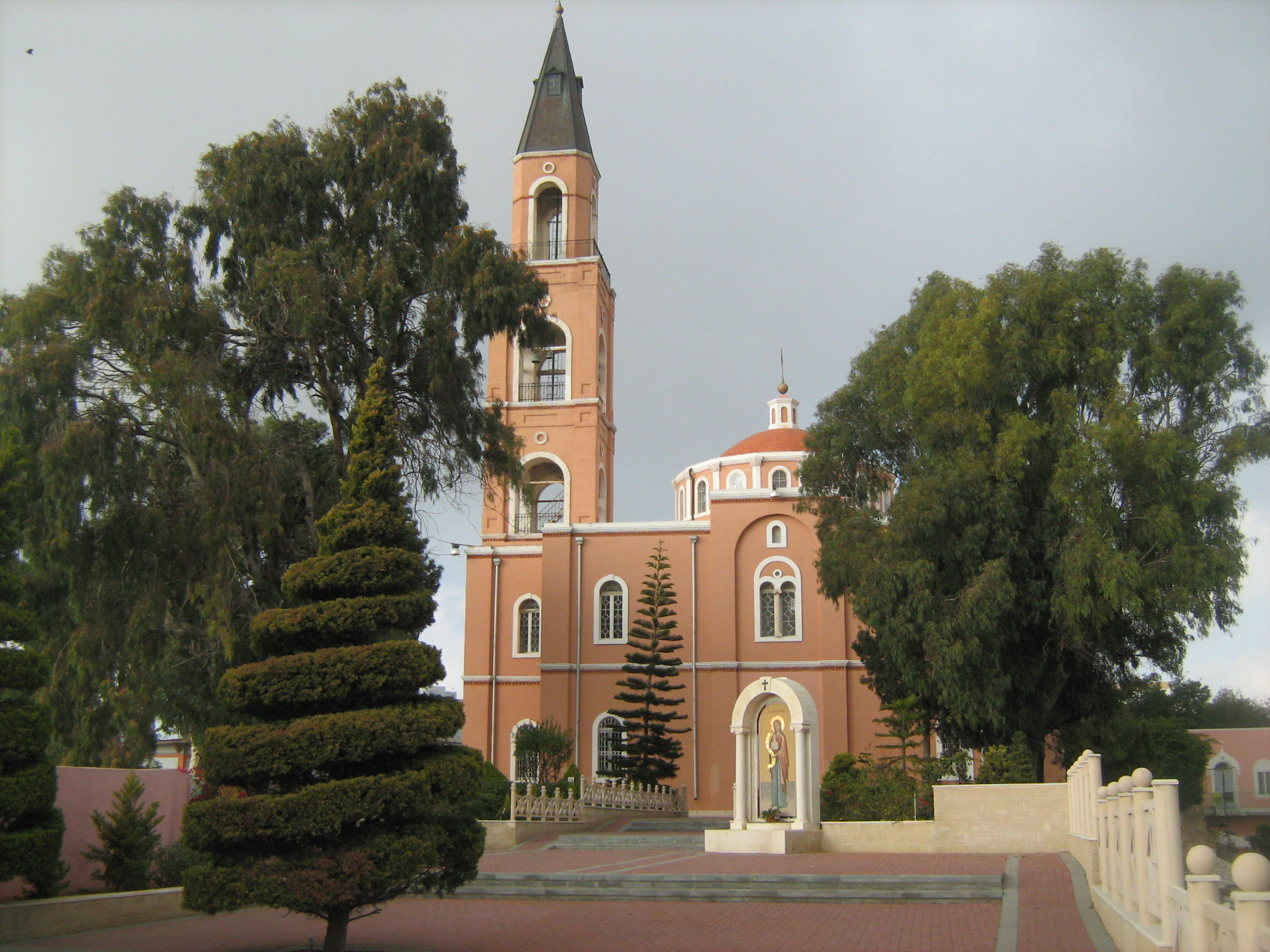
Iglesia en Abu Kabir

En 1947, Abu Kabir estaba situado a la entrada de Tel Aviv en la carretera principal a Jerusalén .  El 30 de noviembre de 1947, el día después de que la ONU votara sobre el Plan de Partición , una mafia árabe en Abu Kabir atacó un automóvil con pasajeros judíos, matando a los tres. Siguieron huelgas de represalia judía. El 2 de diciembre, el Haganah 's Kiryati brigada explotó una casa árabe en Abu Kabir, y el IZL incendiaron varios edificios de cuatro días más tarde, matando al menos a dos personas. 
Durante la Operación Lamed Hey (en hebreo para "35"), llamada así por las 35 víctimas de un ataque contra el convoy de 35 , Abu Kabir fue allanada para "limpiarlo de las fuerzas que actúan allí".  En la noche del 12 al 13 de febrero de 1948, el Haganah atacó simultáneamente a Abu Kabir, Jibalia, Tel a-Rish y el pueblo de Yazur . En Abu Kabir, 13 árabes fueron asesinados, incluido el Mukhtar , y 22 heridos.
Según el Palestine Post , el 16 de febrero de 1948, The Haganah rechazó un ataque árabe contra Tel Aviv desde Abu Kabir. 
El 13 de marzo se lanzó un segundo ataque importante contra Abu Kabir, cuyo objetivo era "la destrucción del barrio de Abu Kabir". Para entonces, el vecindario estaba abandonado en su mayoría por sus habitantes y estaba protegido por unas pocas docenas de milicianos. Los zapadores volaron varias casas y este fue el primer ataque en el que se usaron morteros Davidka producidos por Yishuv para bombardear el vecindario. Inexactos y muy ruidosos, los morteros tuvieron un efecto desmoralizador que afirman haber llegado "hasta Gaza". 
Un mes después de la conquista de Abu Kabir, David Ben-Gurion le dijo al Gobierno Provisional de Israel que no se debería permitir que la población árabe de Jaffa regrese: "Si habrá [un] Abu Kebir nuevamente, esto sería imposible. El mundo necesita entender somos 700,000 contra 27 millones, uno contra cuarenta ... No será aceptable para nosotros que Abu Kebir sea árabe de nuevo ". 
Walid Khalidi escribe que el Haganah completó la demolición de Abu Kabir antes del 31 de marzo.  El 19 de abril de 1948, The Palestine Post informó que "En el área de Abu Kebir, el Haganah dispersó a los árabes que intentaron erigir un emplazamiento frente a los Aka fábrica en Givat Herzl. Dos árabes fueron fusilados al acercarse al barrio Maccabi ". 

### Estado de Israel

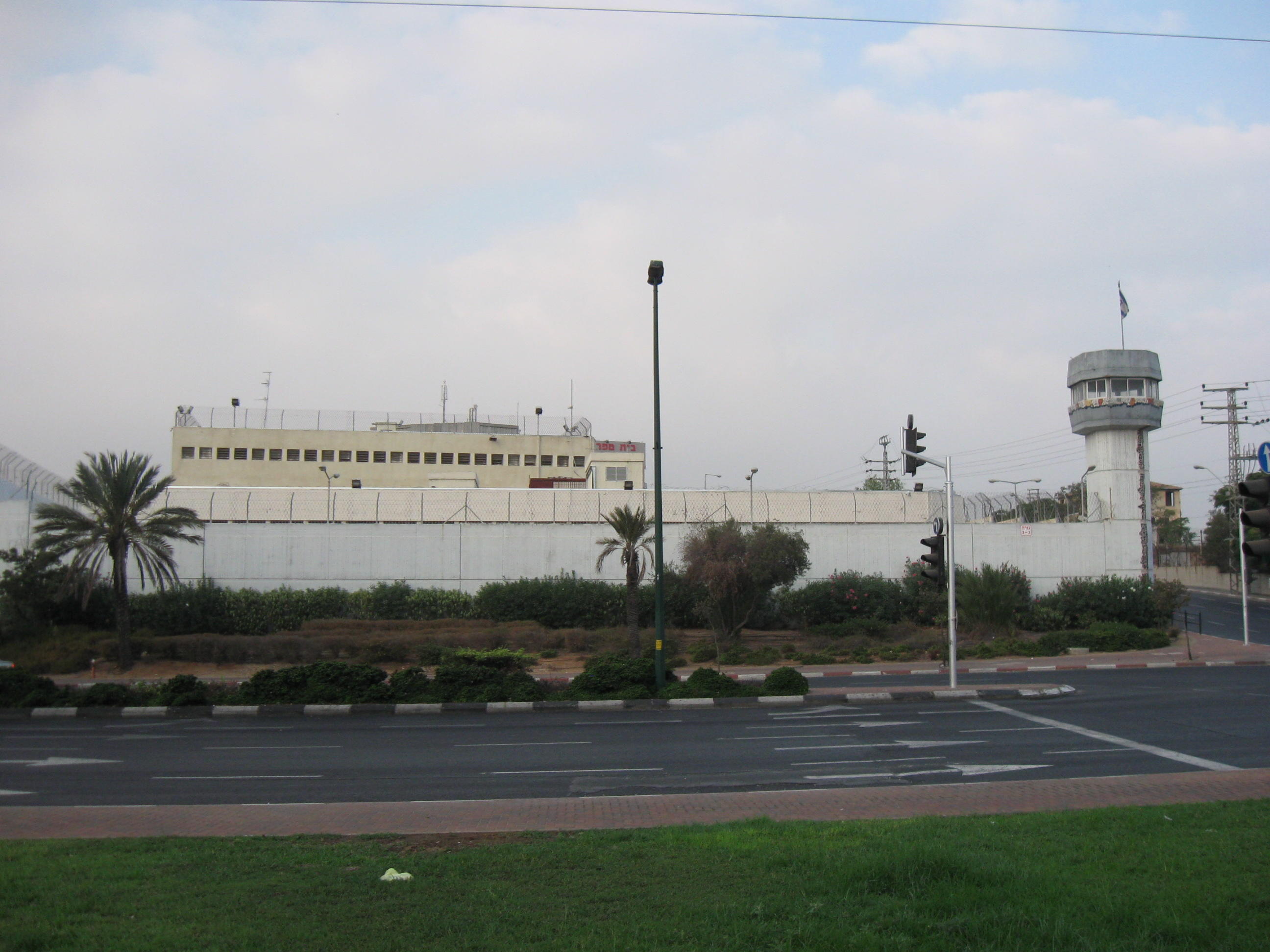
Centro de detención de Abu Kabir

Después de 1948, Abu Kabir pasó a llamarse Giv'at Herzl, aunque el nombre árabe, Abu Kabir, todavía es utilizado por la población que ahora habla en gran parte hebreo. El municipio de Tel Aviv ofreció al profesor Heinrich Mendelssohn, director del Instituto Biológico-Pedagógico, la opción de trasladar el Instituto a Abu Kabir, y lo trasladaron a una estructura originalmente planificada como hospital. Haim Levanon., Teniente de alcalde de Tel Aviv a principios de la década de 1950 y alcalde de 1953–59 hizo una enérgica campaña para la fundación de una universidad en Tel Aviv. La idea se realizó el 16 de agosto de 1953, cuando el Consejo Municipal de Tel Aviv-Yafo decidió transformar el Instituto Biológico-Pedagógico en el Instituto Académico de Ciencias Naturales, bajo el liderazgo del Prof. Mendelssohn, que "formaría el núcleo de una futura universidad ". El campus de Abu Kabir en el sur de Tel Aviv tuvo veinticuatro estudiantes en su primer año.
En 1954, se estableció el Instituto Académico de Estudios Judíos en Abu Kabir. También se fundó una biblioteca universitaria, se abrieron nuevas pistas de estudio, se formó un personal docente, se construyeron laboratorios y aulas, y se estableció una administración para el campus.  El Instituto L. Greenberg de Medicina Forense, conocido localmente como el Instituto Forense Abu Kabir, se estableció ese año.
En 1956, los Institutos Académicos se actualizaron oficialmente a la nueva "Universidad de Tel Aviv". Los Jardines Zoológicos se convirtieron en parte de la Universidad. Los Jardines Zoológicos y Botánicos fueron trasladados al campus de Ramat Aviv en 1981. Los Jardines de la Naturaleza aún albergan las instalaciones originales. Los jardines de Abu Kabir se recomiendan en una guía israelí de Tel Aviv como destino para los amantes de la naturaleza.  En el libro turístico Israel y los territorios palestinos (1998), "la antigua aldea de Abu Kabir" se describe como ubicada en un espacio verde al este de Jaffa. 
Los arqueólogos israelíes realizaron excavaciones de salvamento en el complejo funerario de "Saknat Abu Kabir" en 1991. 
El centro de detención de Tel Aviv, conocido como la prisión de Abu Kabir, también se encuentra en la zona. 
Los medios israelíes informaron en enero de 2011 que el comité de nomenclatura del municipio de Tel Aviv le dio un nuevo nombre a Tabitha , una parte o la totalidad del área del sur de Tel Aviv conocida como Abu Kabir, la colina o el vecindario.